# Міхаела Мелінте
Міхаела Мелінте (рум. Mihaela Melinte; нар. 27 березня 1975) — румунська легкоатлетка, яка спеціалізувалася на метанні молота.

## Спортивні досягнення
Чемпіонка світу з метання молота (1999). Фіналістка змагань з метання молота на двох інших чемпіонатах світу — 6-е місце у 2003 та 11-е місце у 2005.
Дворазова чемпіонка Універсіад з метання молота (1997, 1999).
Чемпіонка Європи з метання молота (1998).
Переможниця Кубку Європи з метання молота (1999). Двічі була другою у метанні молота на Кубках Європи (1997, 2003).
Переможниця Кубку Європи із зимових метань в командному заліку (2009). Двічі була другою на Кубках Європи із зимових метань у особистому заліку (2003, 2005). Двічі була третьою на Кубках Європи із зимових метань у командному заліку (2006, 2008).
15-разова чемпіонка Румунії з метання молота (1992—2000, 2003—2008).
8-разова рекордсменка світу з метання молота — 66,85 (1995), 69,42 (1996), 69,58 (1997), 73,14 (1998), 75,29, 25,97, 76,05, 76,07 (всі — 1999).

## Допінг
Із вересня 2000 відбувала 2-річну дискваліфікацію за порушення антидопінгових правил через виявлення в організмі спортсменки забороненої до вживання речовини (нандролону).